# Saint-Antoine (Doubs)
Pour les articles homonymes, voir Saint-Antoine.
Saint-Antoine est une commune française située dans le département du Doubs, la région culturelle et historique de Franche-Comté et la région administrative Bourgogne-Franche-Comté. 
Les habitants se nomment les Chats borgnes.

## Géographie
La commune est longée au sud par le ruisseau le Bief Rouge qui limite le territoire de Saint Antoine avec celui de Métabief.

### Toponymie
Le Rogebiez ubi est capella Sancti Antoni en 1309 ; Rugebiez en 1333 ; Roge Biez en 1365 ; Biez Roige en 1413 ; Saint Anthonne en 1448 ; Saint-Antoine du Rougebief en 1486 ; Sainct Anthoine de Rougebiez en 1614.
Saint-Antoine, commune de 450 hectares dont 95 de forêt, se situe entre 920 et 1 104 m d'altitude.

### Climat
Pour des articles plus généraux, voir Climat de la Bourgogne-Franche-Comté et Climat du Doubs.
En 2010, le climat de la commune est de type climat de montagne, selon une étude du Centre national de la recherche scientifique s'appuyant sur une série de données couvrant la période 1971-2000. En 2020, Météo-France publie une typologie des climats de la France métropolitaine dans laquelle la commune est exposée à un climat de montagne ou de marges de montagne et est dans la région climatique  Jura, caractérisée par une forte pluviométrie en toutes saisons (1 000 à 1 500 mm/an), des hivers rigoureux et un ensoleillement médiocre. 
Pour la période 1971-2000, la température annuelle moyenne est de 7 °C, avec une amplitude thermique annuelle de 16,3 °C. Le cumul annuel moyen de précipitations est de 1 658 mm, avec 13,4 jours de précipitations en janvier et 11,3 jours en juillet. Pour la période 1991-2020, la température moyenne annuelle observée sur la station météorologique de Météo-France la plus proche, « Labergement », sur la commune de Labergement-Sainte-Marie à 4 km à vol d'oiseau, est de 8,0 °C et le cumul annuel moyen de précipitations est de 1 459,4 mm. 
La température maximale relevée sur cette station est de 36,4 °C, atteinte le 31 juillet 1983 ; la température minimale est de −33 °C, atteinte le 9 janvier 1985,,. 
Les paramètres climatiques de la commune ont été estimés pour le milieu du siècle (2041-2070) selon différents scénarios d'émission de gaz à effet de serre à partir des nouvelles projections climatiques de référence DRIAS-2020. Ils sont consultables sur un site dédié publié par Météo-France en novembre 2022.

## Urbanisme

### Typologie
Au 1er janvier 2024, Saint-Antoine est catégorisée commune rurale à habitat dispersé, selon la nouvelle grille communale de densité à 7 niveaux définie par l'Insee en 2022.
Elle est située hors unité urbaine et hors attraction des villes,.

### Occupation des sols
L'occupation des sols de la commune, telle qu'elle ressort de la base de données européenne d’occupation biophysique des sols Corine Land Cover (CLC), est marquée par l'importance des territoires agricoles (75,9 % en 2018), en diminution par rapport à 1990 (77 %). La répartition détaillée en 2018 est la suivante : zones agricoles hétérogènes (44,2 %), terres arables (31,7 %), forêts (17,1 %), zones urbanisées (7 %). L'évolution de l’occupation des sols de la commune et de ses infrastructures peut être observée sur les différentes représentations cartographiques du territoire : la carte de Cassini (XVIIIe siècle), la carte d'état-major (1820-1866) et les cartes ou photos aériennes de l'IGN pour la période actuelle (1950 à aujourd'hui).

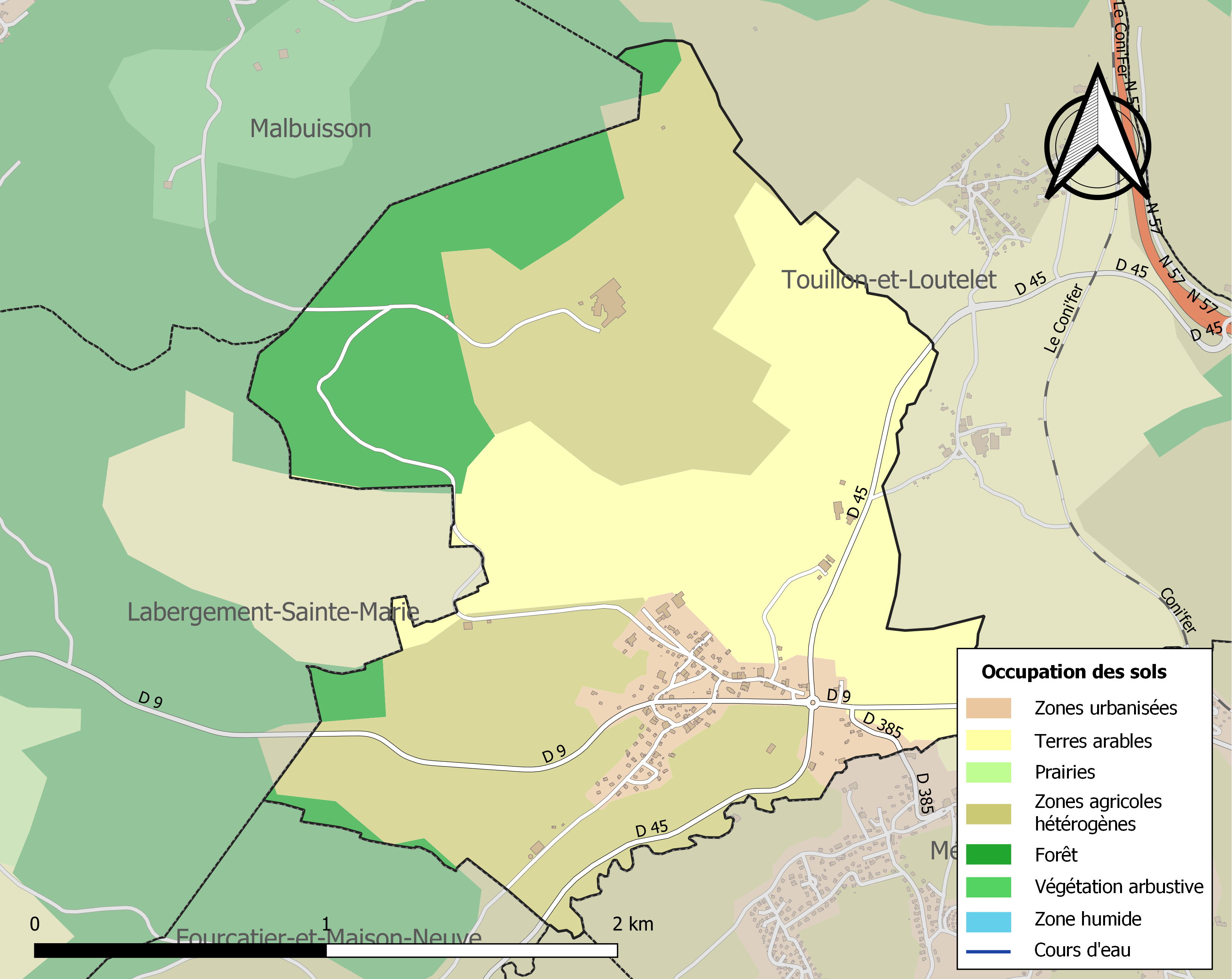
Carte des infrastructures et de l'occupation des sols de la commune en 2018 (CLC).

## Histoire
Dès la fin du XIe siècle, les moines de l'abbaye de Mont-Sainte-Marie ont entrepris le défrichement de la région. La présence d'une chapelle dédiée à saint Antoine est signalée dès l'année 1309. Mais à cette date, Saint-Antoine s'appelle encore Rougebief, du nom du ruisseau qui limite, au sud, l'actuel territoire avec les communes de Métabief et de Longevilles-Mont-d'Or.
Dès sa fondation, Saint-Antoine a une vocation rurale où culture et élevage sont étroitement associés malgré l'altitude et les aléas climatiques. L'agriculture s'est considérablement modifiée car les cultures ont disparu progressivement pour laisser place à l'élevage laitier.
Se situant à proximité de la frontière suisse, de nombreuses familles sont venues s'installer au village pour travailler en territoire suisse dans le domaine de l'horlogerie, de la micromécanique et du bâtiment.

## Politique et administration
| Période                                  | Période                     | Identité                                         | Étiquette | Qualité  |
| ---------------------------------------- | --------------------------- | ------------------------------------------------ | --------- | -------- |
| vers 1845                                |                             | Grésard                                          |           |          |
| 1989                                     | 2001                        | Jean Gresard                                     |           |          |
| 2001                                     | 2008                        | Chantal Daghetta                                 |           |          |
| 2008                                     | En cours (au 1er juin 2020) | Brigitte Prêtre, Réélue pour le mandat 2020-2026 | DVD       | Employée |
| Les données manquantes sont à compléter. |                             |                                                  |           |          |

## Démographie
L'évolution du nombre d'habitants est connue à travers les recensements de la population effectués dans la commune depuis 1793. Pour les communes de moins de 10 000 habitants, une enquête de recensement portant sur toute la population est réalisée tous les cinq ans, les populations de référence des années intermédiaires étant quant à elles estimées par interpolation ou extrapolation. Pour la commune, le premier recensement exhaustif entrant dans le cadre du nouveau dispositif a été réalisé en 2006.

En 2022, la commune comptait 309 habitants, en évolution de −8,85 % par rapport à 2016 (Doubs : +1,88 %, France hors Mayotte : +2,11 %).
| 1793 | 1800 | 1806 | 1821 | 1831 | 1836 | 1841 | 1846 | 1851 |
| ---- | ---- | ---- | ---- | ---- | ---- | ---- | ---- | ---- |
| 321  | 268  | 282  | 259  | 256  | 264  | 266  | 305  | 311  |

| 1856 | 1861 | 1866 | 1872 | 1876 | 1881 | 1886 | 1891 | 1896 |
| ---- | ---- | ---- | ---- | ---- | ---- | ---- | ---- | ---- |
| 295  | 309  | 281  | 322  | 290  | 355  | 314  | 297  | 308  |

| 1901 | 1906 | 1911 | 1921 | 1926 | 1931 | 1936 | 1946 | 1954 |
| ---- | ---- | ---- | ---- | ---- | ---- | ---- | ---- | ---- |
| 274  | 247  | 242  | 208  | 176  | 185  | 173  | 193  | 192  |

| 1962 | 1968 | 1975 | 1982 | 1990 | 1999 | 2006 | 2011 | 2016 |
| ---- | ---- | ---- | ---- | ---- | ---- | ---- | ---- | ---- |
| 173  | 154  | 160  | 197  | 243  | 276  | 278  | 318  | 339  |

| 2021 | 2022 | - | - | - | - | - | - | - |
| ---- | ---- | - | - | - | - | - | - | - |
| 320  | 309  | - | - | - | - | - | - | - |

Saint-Antoine compte 316 habitants depuis 2011. Son évolution démographique présente un caractère irrégulier. En effet, le maximum est atteint en 1881 avec 355 habitants et ne cesse de baisser jusqu'en 1968 avec 154 habitants, car souffrant comme tous les villages de l'exode rural. La tendance se renverse depuis 1975 par l'offre du marché du travail suisse.

## Économie
Actuellement six exploitations agricoles ont permis de conserver le fonctionnement de la coopérative de fromagerie en transformant environ 1 700 000 kg de lait exclusivement en comté et à laquelle deux exploitants du Loutelet livrent également leur lait. Le cheptel bovin, exclusivement de race montbéliarde, s'élève à environ 560 têtes soit le double de la population actuelle.

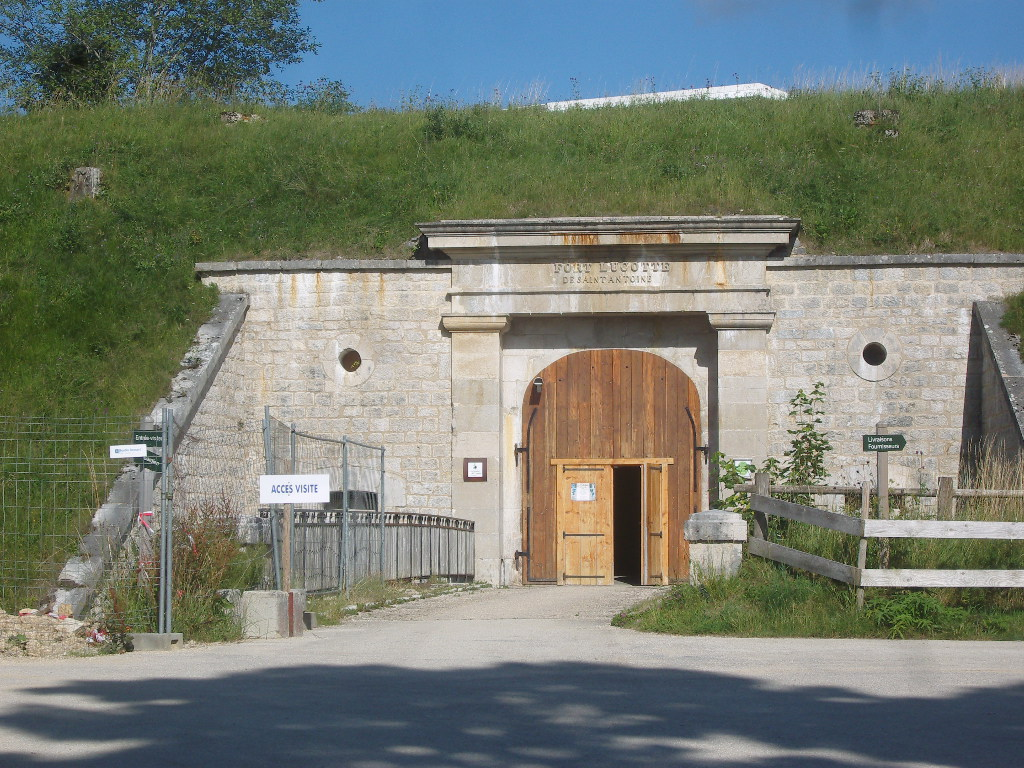
Entrée du fort de Saint-Antoine

Mais on ne peut parler du fromage de Saint-Antoine sans citer son fort. Édifié entre 1879 et 1882, il fut baptisé fort Lucotte en 1887 du nom d'un général de la Révolution et de l'Empire. Désaffecté, il a été acheté à l'armée par la commune en 1965 et loué à Marcel Petite en 1966 pour y être transformé en caves d'affinage de comté. Situé à 1 104 m d'altitude au milieu de la forêt, le fort Lucotte abrite dans ses caves voûtées en pierre de taille, 100 000 meules de comté dans des conditions de fraîcheur et d'hygrométrie stables. Il attire chaque année de plus en plus de visiteurs. La renommée des qualités gustatives du comté affiné dans ses caves fait connaître nationalement le nom du village.
En matière économique, le village compte également, outre les six exploitations agricoles, une boucherie, un vendeur en informatique, un cabinet infirmier et un masseur-kinésithérapeute.

## Lieux et monuments
- L'église Saint-Antoine, construite dès le milieu du XVIe siècle.
  - Le maître-autel (ensemble de l'autel et du retable) est en bois sculpté du XVIIIe siècle. Il est classé à titre objet aux monuments historiques depuis le 29 juin 1932.
  - Le placard-clôture des fonts baptismaux, incluant les fonts baptismaux et le tableau, est classé à titre objet aux monuments historiques depuis le 29 juin 1932.
  - L'autel à Saint Antoine, comprenant l'autel, le retable, la statue représentant saint Antoine et la châsse, est classé à titre objet aux monuments historiques depuis le 27 février 1984.
  - Un calice en argent doré est classé à titre objet aux monuments historiques depuis le 27 février 1984.
  - Un plateau à burettes et les deux burettes en argent doré sont classés à titre objets aux monuments historiques depuis le 27 février 1984.
- Le fort Lucotte, une des fortifications du système Séré de Rivières. Il est cédé à la commune en 1965, qui le loue au fromager Marcel Petite, depuis 1966 qui l'a reconverti en cave d'affinage de comté.
- Le monument aux morts, situé dans le cimetière, à côté de l'église.
- Une croix de mission en fer forgé remontant à la seconde moitié du XVIIIe siècle est installée devant l'entrée de l'église. Elle comporte des décors dont nombre des « instruments » de la Passion du Christ.

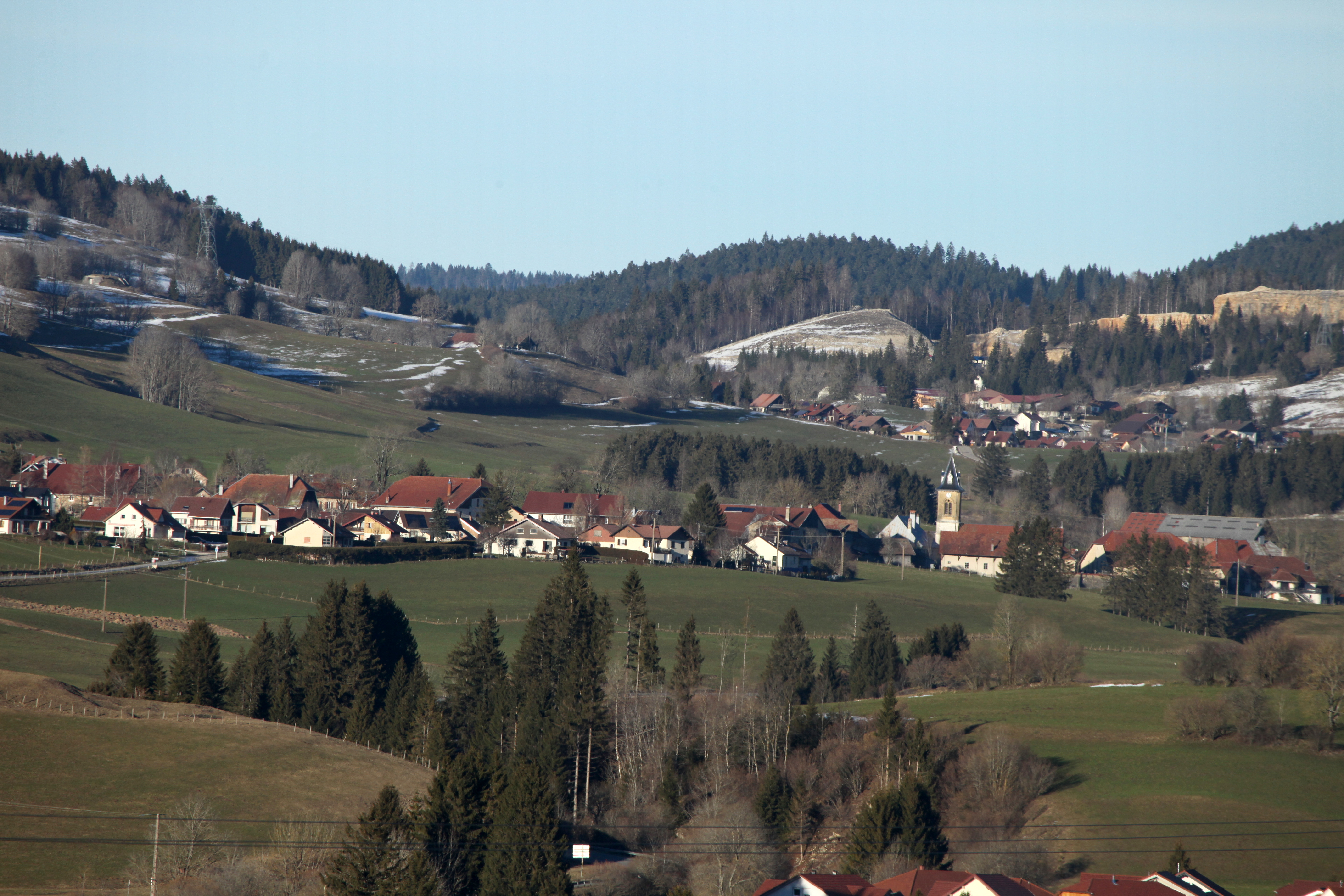
Vue depuis Rochejean.
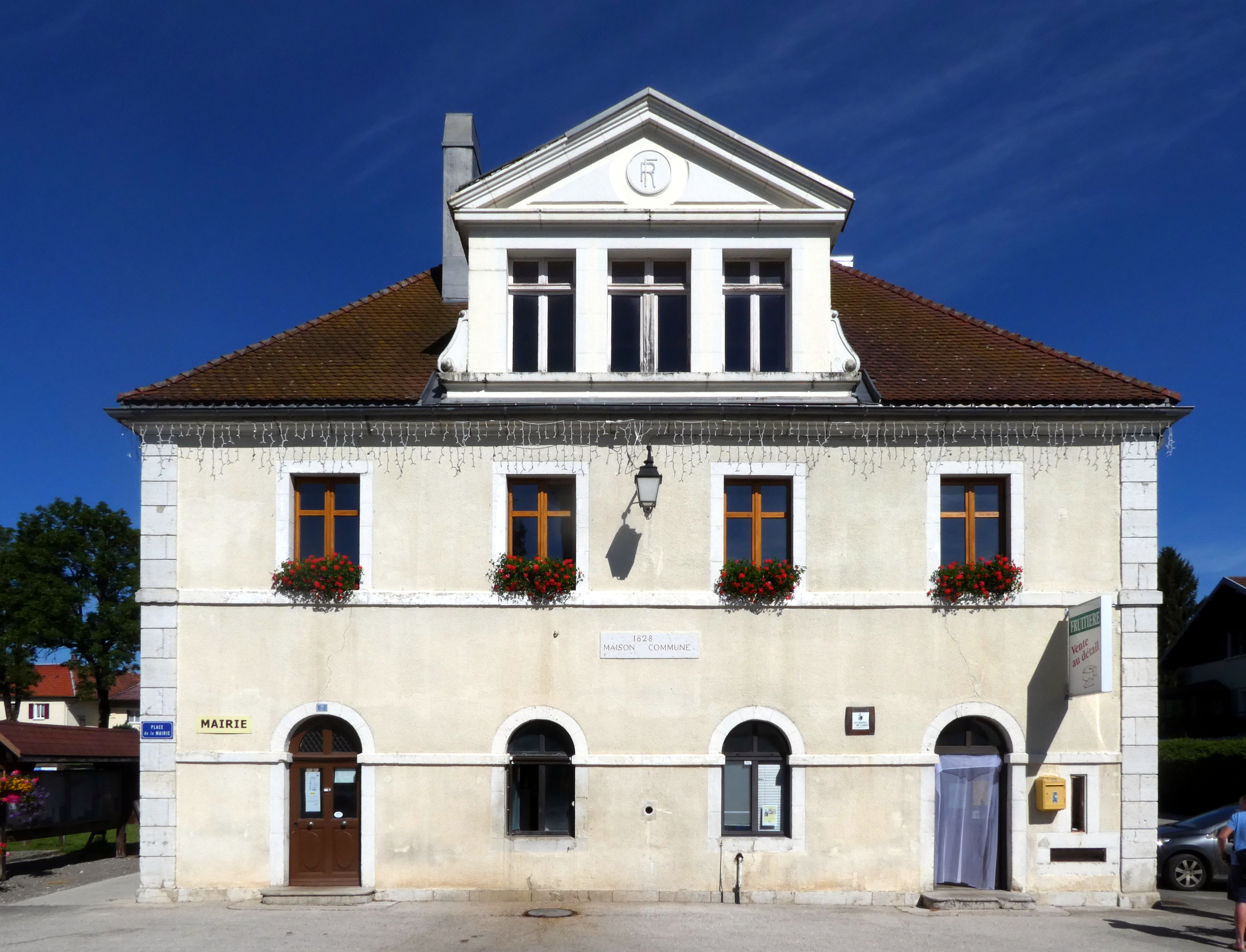
Mairie (1828)
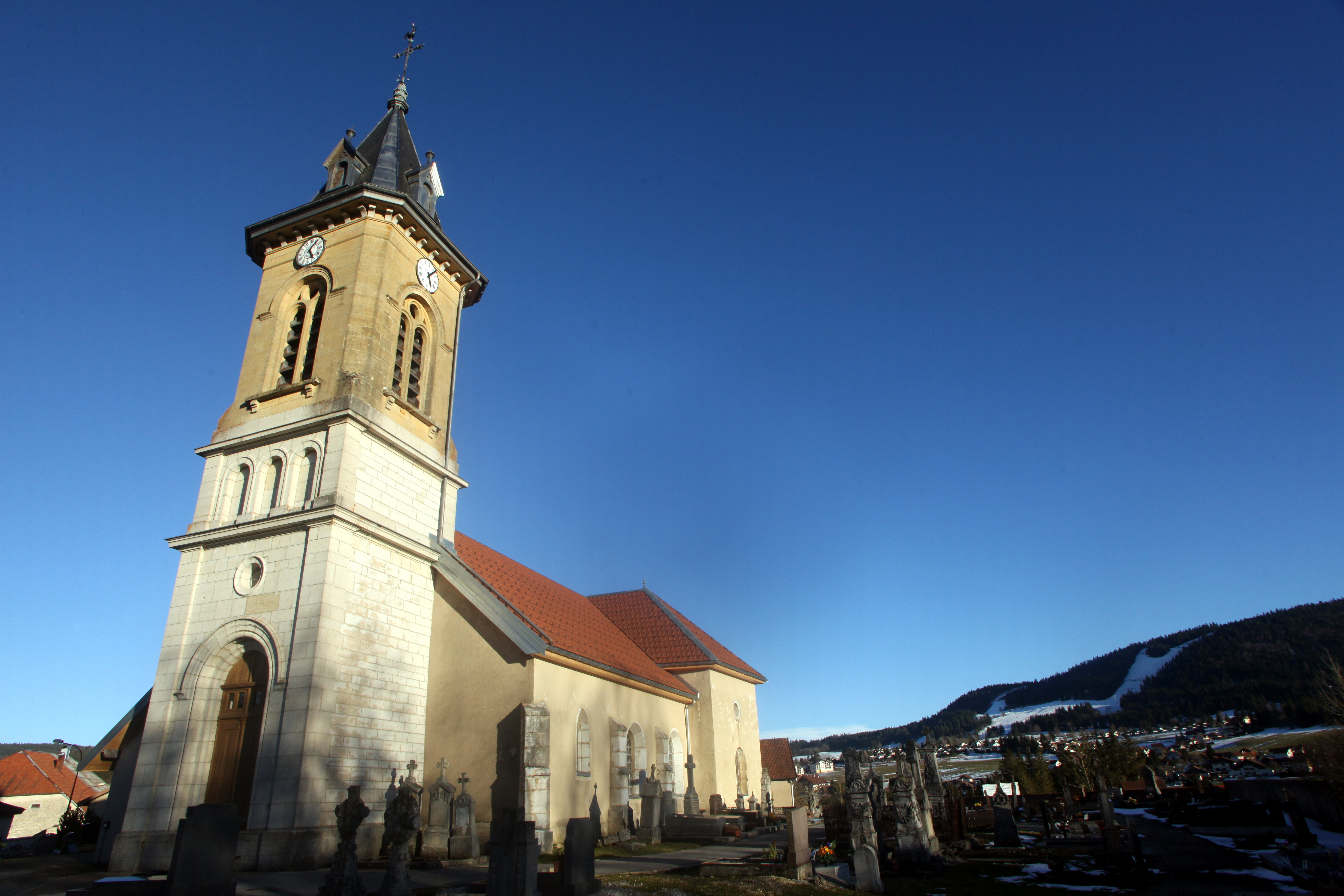
Église.
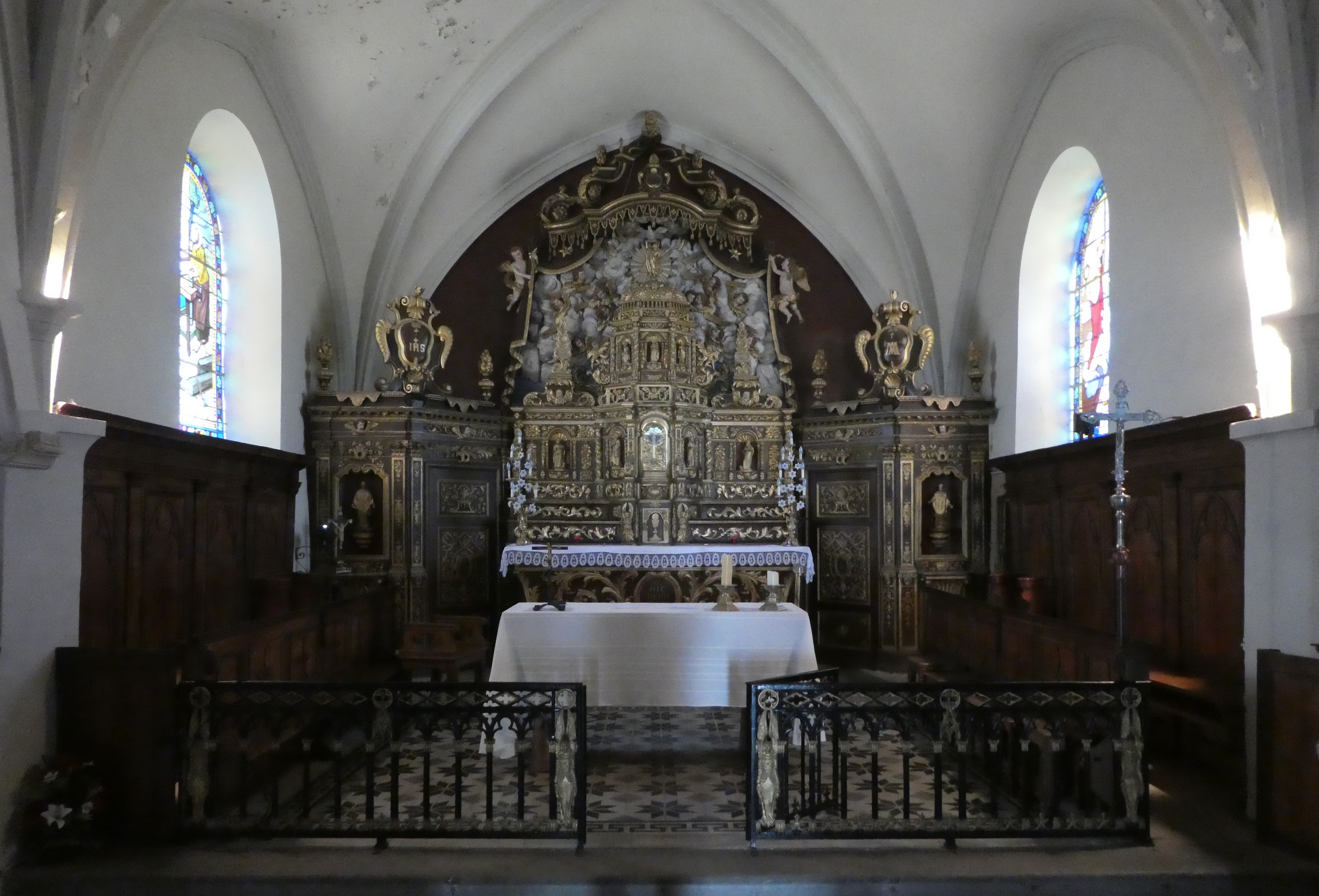
Retable du XVIIIe siècle,  Inscrit MH (1932).
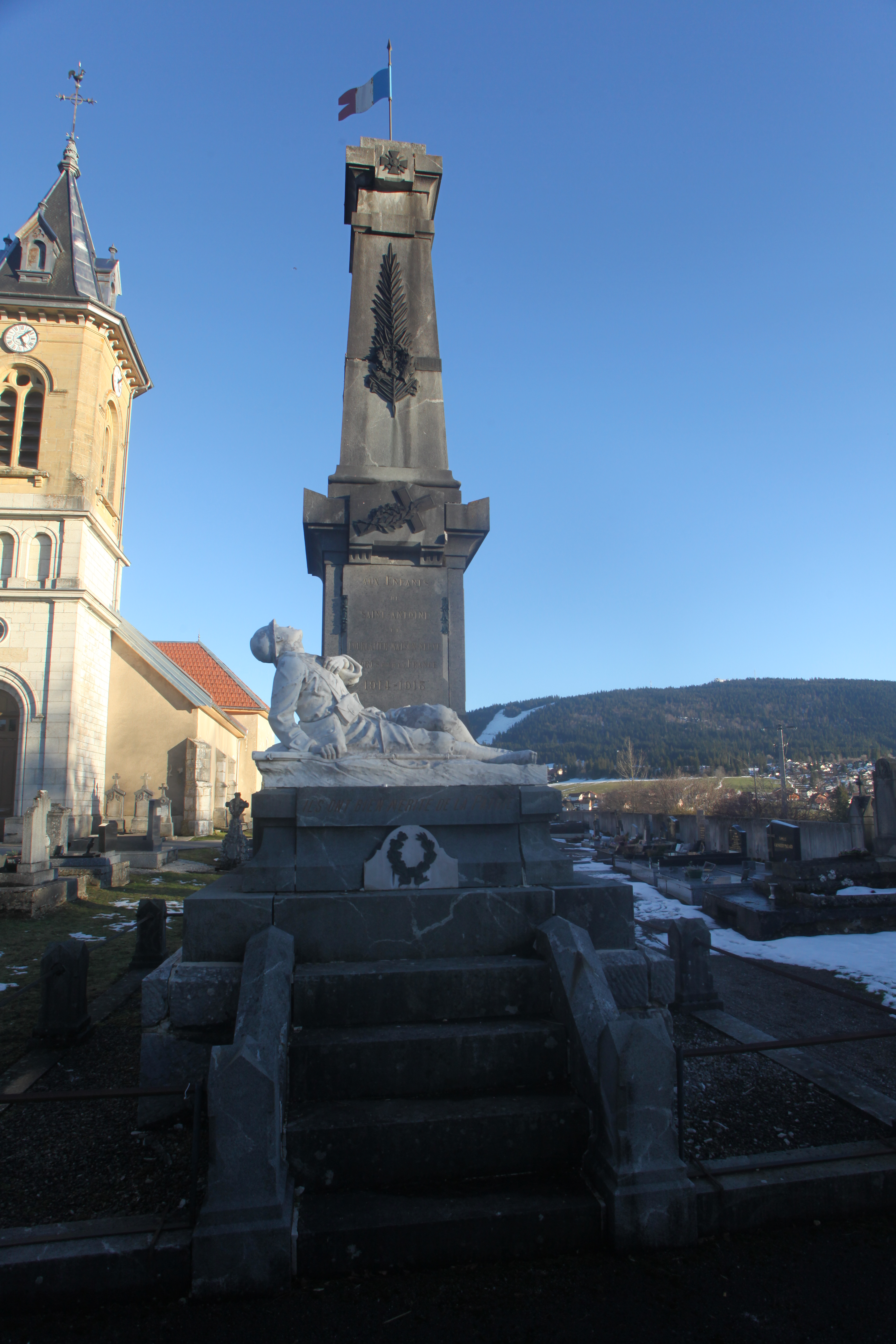
Monument aux morts.